# Бунсуј
Бунсуј (јап. 分水町) је био град у Јапану у префектури Нигата. Према попису становништва од 1. априла 2005. у граду је живело 15.130 становника.
Град је престао да постоји 20. марта 2006 год. Када се Цубаме удружује са Бунсујем и Јошидом из Нишиканабара округа формирајући нови град Цубаме.